# Фуксхофен
Фуксхофен (нем. Fuchshofen) — община в Германии, в земле Рейнланд-Пфальц. 
Входит в состав района Арвайлер. Подчиняется управлению Аденау.  Население составляет 81 человек (на 31 декабря 2010 года). Занимает площадь 2,84 км².